# オレたちめっ茶やってま〜す
『オレたちめっ茶やってま〜す』（オレたちめっちゃやってまーす）は毎日放送ラジオ（MBSラジオ）で放送されたラジオ番組である。

## 放送日時
- 第一部 1999年（平成11年） 12月31日 金曜日 21:00 - 23:30
- 第二部 2000年（平成12年） 01月01日 土曜日 01:00 - 04:00
- 23:30 - 01:00はゆく年くる年のネット

## 概要
- 当時レギュラー番組であった『オレたちXXXやってま〜す』を年またぎの特別版として放送したものである。
- 第一部は金曜日のレギュラーメンバー、よゐこ、椎名へきる、山口もえがそのまま出演。ただしよゐこはテレビ番組出演のため途中退場した。
- 第二部は第一部から引き続き椎名へきるが、そして新たに石田靖が加わる。二人はこの日初対面、冒頭での「平行線をたどることになるとおもうけども」という石田の言葉通り、石田の厳しいつっこみもあって、最後までやや険悪なムードで終始することとなった。